# Chicago Lights Out Volleyball Club 2018
Questa voce raccoglie le informazioni riguardanti il Chicago Lights Out Volleyball Club nelle competizioni ufficiali della stagione 2018.

## Organigramma societario
Area direttiva
- Presidente: ?

Area tecnica
- Allenatore: ?

## Rosa
| N° | Nome               | Ruolo | Data di nascita  | Nazionalità sportiva |
| -- | ------------------ | ----- | ---------------- | -------------------- |
| 1  | Harshil Thaker     | P     | 1º agosto 1983   | Stati Uniti          |
| 2  | Ryan Owens         | S     | 20 ottobre 1980  | Stati Uniti          |
| 3  | Miguel Calvillo    | L     | -                | Stati Uniti          |
| 4  | Noah Mader         | S     | -                | Stati Uniti          |
| 5  | Brandon Poindexter | C     | -                | Stati Uniti          |
| 7  | Erich Steinhaus    | L     | -                | Stati Uniti          |
| 9  | Jamion Hartley     | O     | 19 maggio 1990   | Giamaica             |
| 11 | Eric Daliege       | C     | 30 aprile 1990   | Stati Uniti          |
| 12 | William Craft      | S     | 2 settembre 1993 | Stati Uniti          |
| 13 | Henry Lamp         | C     | -                | Stati Uniti          |
| 16 | Larry Wrather      | S     | -                | Stati Uniti          |
| 17 | Conor Eaton        | P     | 2 dicembre 1987  | Stati Uniti          |
| 21 | Kyle Overby        | S     | -                | Stati Uniti          |
| 47 | Tomas Goldsmith    | S     | 23 dicembre 1990 | Stati Uniti          |